# Ilan Halimi
Ilan Halimi, född 11 oktober 1982, död 13 februari 2006, var en ung fransk-marockansk judisk man som arbetade som mobiltelefonförsäljare i Paris. 
Den 21 januari 2006 lockades Halimi av en ung kvinna till en lägenhet i Paris utkanter. Där överrumplades han av ett gäng ungdomar, som kallades ”Barbarerna”. Under tre veckors tid utsattes Halimi för skoningslös tortyr, bland annat med knivar och glödande cigaretter. Kidnapparna begärde initialt en lösesumma på € 450 000, men Halimis familj kunde inte anskaffa den. 
Den 13 februari 2006 påträffades den nakne Halimi försedd med handklovar nära ett järnvägsspår i en Parisförort. Han hade omfattande bränn- och skärskador på sin kropp. Dessutom hade hans kidnappare skurit av ett öra och en tå. Halimi avled på väg till sjukhus.
Under de följande veckorna grep fransk polis flera misstänkta personer, bland andra ligans ledare Youssouf Fofana.
Söndagen den 26 februari 2006 hölls i Paris en massdemonstration mot rasism och antisemitism. Man beräknar att mellan 100 000 och 200 000 personer deltog i manifestationen. Bland deltagarna syntes inrikesminister Nicolas Sarkozy, förre premiärministern Lionel Jospin och kardinal Jean-Marie Lustiger.